# کویبیشو، ارمنستان
کویبیشو، ارمنستان  یک شهرک در ارمنستان است که در استان لوری واقع شده‌است.  در  کیلومتری شمال وانادزور، مرکز استان لوری واقع شده است.